# L'Invention de Morel (film)
Pour les articles homonymes, voir L'Invention de Morel.
Pour plus de détails, voir Fiche technique et Distribution.
L'Invention de Morel (L'invenzione di Morel) est un film de science-fiction italien réalisé par Emidio Greco et sorti en 1974.
Il s'agit d'une adaptation du roman homonyme L'Invention de Morel (La invención de Morel) de l'Argentin Adolfo Bioy Casares paru en 1940.

## Synopsis
Un détenu évadé d'un pénitencier situé sur une île atterrit sans le savoir sur une autre île, abandonnée depuis longtemps. Un jour, il aperçoit des personnages debout sur les hautes falaises, des hommes et des femmes, habillés dans un style très élégant mais démodé des années 1920, qui semblent passer d'agréables vacances. Il les espionne, espérant ne pas être vu, et un jour, il voit une jeune femme qui lit seule, dont il découvre qu'elle s'appelle Faustine.
Faustine le voit, ou du moins c'est ce que pense le naufragé, mais elle ne donne pas l'alerte. Convaincu qu'elle voulait l'aider, il essaie de se retrouver seul avec elle pour lui parler. Mais Faustine ne semble pas se soucier de sa présence. Alors une nuit, le naufragé pénètre dans la villa et découvre que Faustine n'est pas la seule à l'ignorer.
Déterminé à comprendre, il se faufile à nouveau dans la villa et assiste à une réunion d'invités. Morel, le maître des lieux, explique l'expérience dans laquelle il a impliqué tous les invités à leur insu : ils ont été filmés, pendant toute la durée de leur séjour sur l'île, par une machine de son invention, capable de reproduire à l'infini ces sept jours de « gaieté insouciante ».
Certains des invités sont incrédules, d'autres furieux : certains parce qu'ils se considèrent comme victimes d'une supercherie, d'autres parce qu'ils s'inquiètent pour leur santé (les employés sur lesquels Morel avait réalisé une expérience semblable sont tous morts). Morel, offensé, quitte la salle : un invité (Roberto Herlitzka) le rejoint en s'excusant de la réaction de certains d'entre eux et lui demande de rentrer pour finir de lire l'explication, écrite sur une lettre. Mais Morel est inflexible et, indigné, ne retourne pas à la villa : un invité lit la lettre aux personnes présentes et il devient clair que le séjour sur l'île remonte à 1929. Le naufragé se rend compte que la Faustine qu'il voit est celle qui a vécu au moins cinquante ans plus tôt, immortalisée et montrée à plusieurs reprises par la caméra.
À ce stade, il est confronté à un choix difficile : quitter l'île et partir à la recherche de sa Faustine ou trouver un moyen d'entrer lui-même dans la projection, afin de pouvoir peut-être pénétrer dans le plan de la mémoire de Faustine et vivre avec elle pour toujours. Il choisit cette voie et, après avoir activé la machine, tente de calquer ses gestes et ses mouvements sur ceux de Faustine, recréant l'illusion qu'ils se sont produits au même moment.
La machine a cependant un effet négatif sur lui, comme si son essence, une fois immortalisée, ne pouvait plus exister dans la réalité : lentement, en effet, son corps se désintègre. Dans un dernier moment de lucidité et de force, il détruit la machine. 

## Fiche technique
- Titre français : L'Invention de Morel[1],[2],[3]
- Titre original italien : L'invenzione di Morel[4]
- Réalisateur : Emidio Greco
- Scénario : Andrea Barbato, Emidio Greco
- Photographie : Silvano Ippoliti (it)
- Montage : Mario Chiari
- Musique : Nicola Piovani
- Décors : Amedeo Fago (it)
- Costumes : Gitt Magrini
- Production : Mario Orfini, Ettore Rosboch
- Sociétés de production : Alga Cinematografica, Mount Street Film
- Pays de production :  Italie
- Langue originale : italien
- Format : Couleur par Eastmancolor - 1,85:1 - Son mono - 35 mm
- Durée : 110 minutes
- Genre : Film de science-fiction
- Dates de sortie :
  - Italie : 16 mai 1974
  - France : 17 mai 1974 (Festival de Cannes 1974[5])

## Distribution
- John Steiner : Morel
- Anna Karina : Faustine
- Giulio Brogi : le naufragé
- Roberto Herlitzka : l'invité qui s'excuse
- Anna Maria Gherardi : invitée
- Fiorella Infascelli
- Valeria Sabel : invitée
- Ezio Marano (it) : invité
- Giancarlo Marmori (it)
- Claudio Trionfi (it) : hôte
- Laura De Marchi (it) : invitée
- Dolly Dee : invitée
- Filippo De Gara (it)
- Margareth Le Van : invitée

## Production
La première partie du film, presque un tiers du total, est sans dialogue. La première ligne de dialogue se situe exactement à la 32e minutes, dans la scène où le protagoniste en fuite se présente à Faustine.
Le bâtiment que Morel appelle « le musée » a été construit spécialement pour le film, sans fondations, par des ouvriers de l'île de Malte, avec la célèbre pierre calcaire jaune locale (improprement appelée tuf volcanique). En revanche, les riches intérieurs en marbre ont été entièrement reproduits à Cinecittà, en utilisant uniquement du papier mâché. 

## Exploitation
Le film est sorti le 16 mai 1974 en Italie et un jour plus tard lors de la Quinzaine des réalisateurs au festival de Cannes 1974.

### Accueil critique
En tournant sur les plages de Malte, Emidio Greco transpose à l'écran le roman de Bioy Casares en s'inspirant des leçons stylistiques de L'Année dernière à Marienbad de Resnais. Œuvre inhabituelle dans le panorama de la production italienne, le film utilise habilement des atmosphères surréalistes pour inviter à une réflexion sur le sens de la réalité, la consistance de l'image et la finitude existentielle de l'individu.
D'après Paolo Mereghetti, « [le film] finit par se perdre dans la recherche d'un minimalisme stylistique vain ».